# Le Plantay
Le Plantay település Franciaországban, Ain megyében. Lakosainak száma 569 fő (2022. január 1.). Le Plantay Chalamont, Marlieux, Saint-Nizier-le-Désert, Versailleux és Villars-les-Dombes községekkel határos.

## Népesség
A település népességének változása:
| Lakosok száma | 300  | 339  | 344  | 512  | 527  | 541  | 564  | 584  | 589  | 569  |
|               | 1968 | 1982 | 1990 | 2006 | 2013 | 2015 | 2017 | 2019 | 2020 | 2022 |